# Morrill (Kansas)
Morrill – amerykańskie miasto położone w stanie Kansas, w hrabstwie Brown.